# Dolina Sucha Kondracka

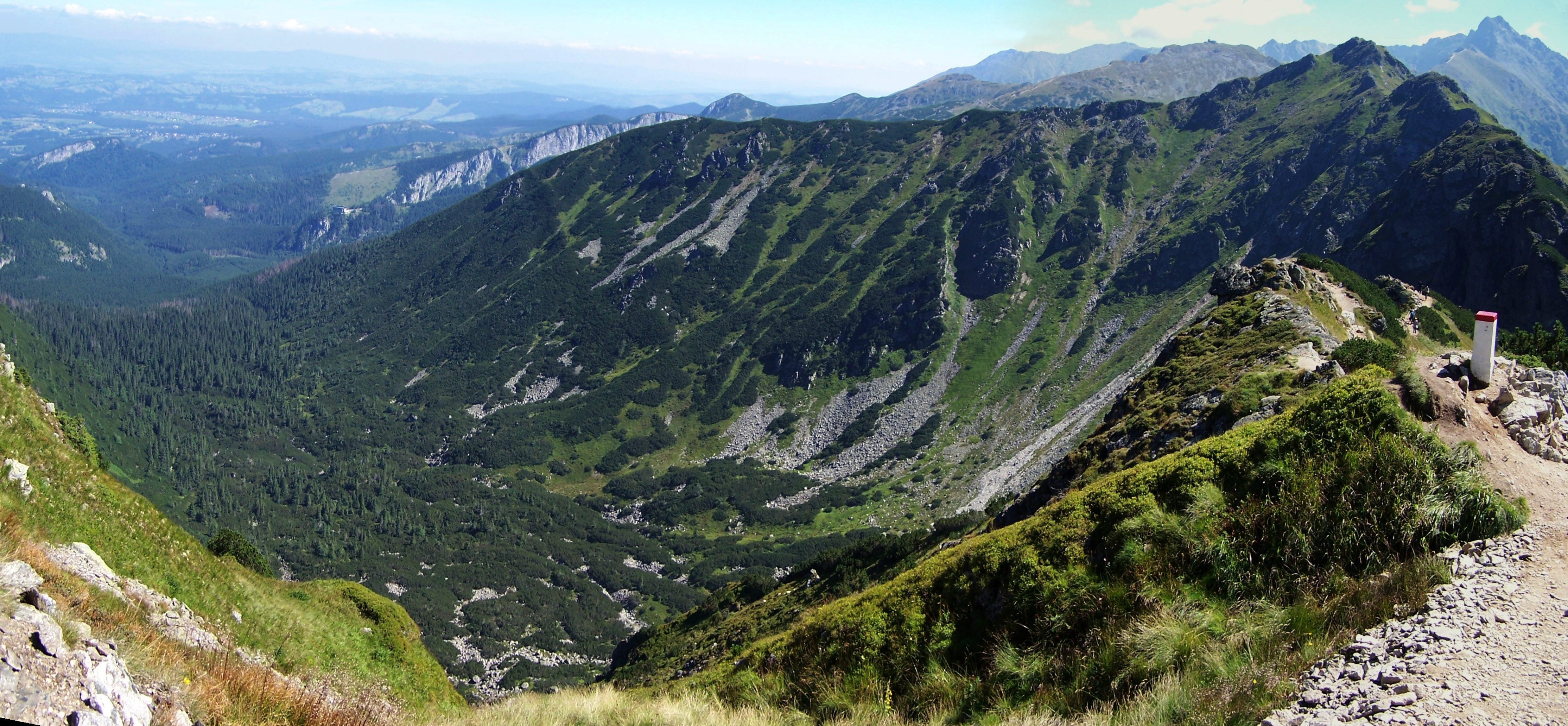
Dolina Sucha Kondracka, Suche Czuby i Goryczkowa Czuba

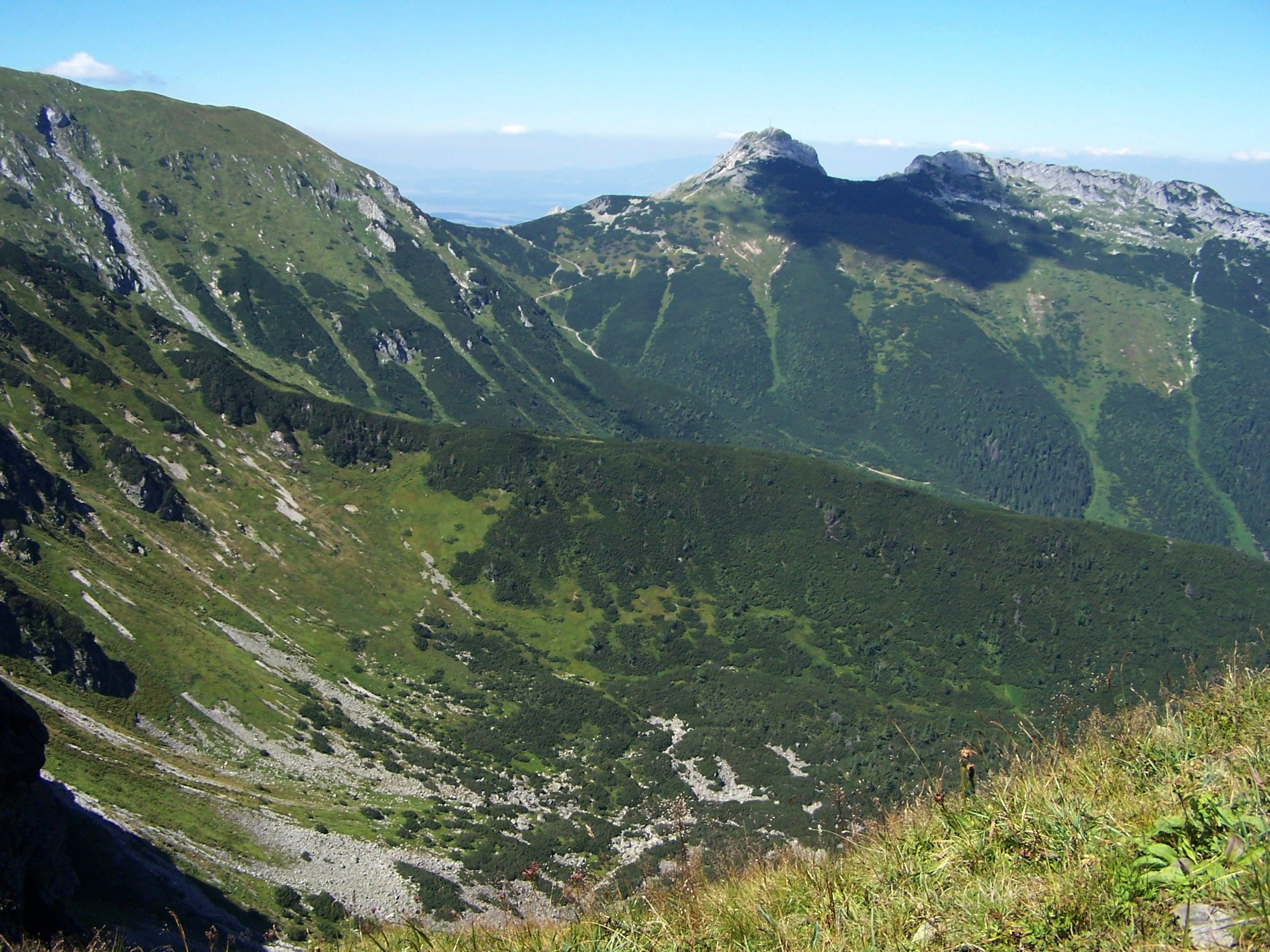
Dolina Sucha Kondracka i Łopata, w głębi Kopa Kondracka i Giewont

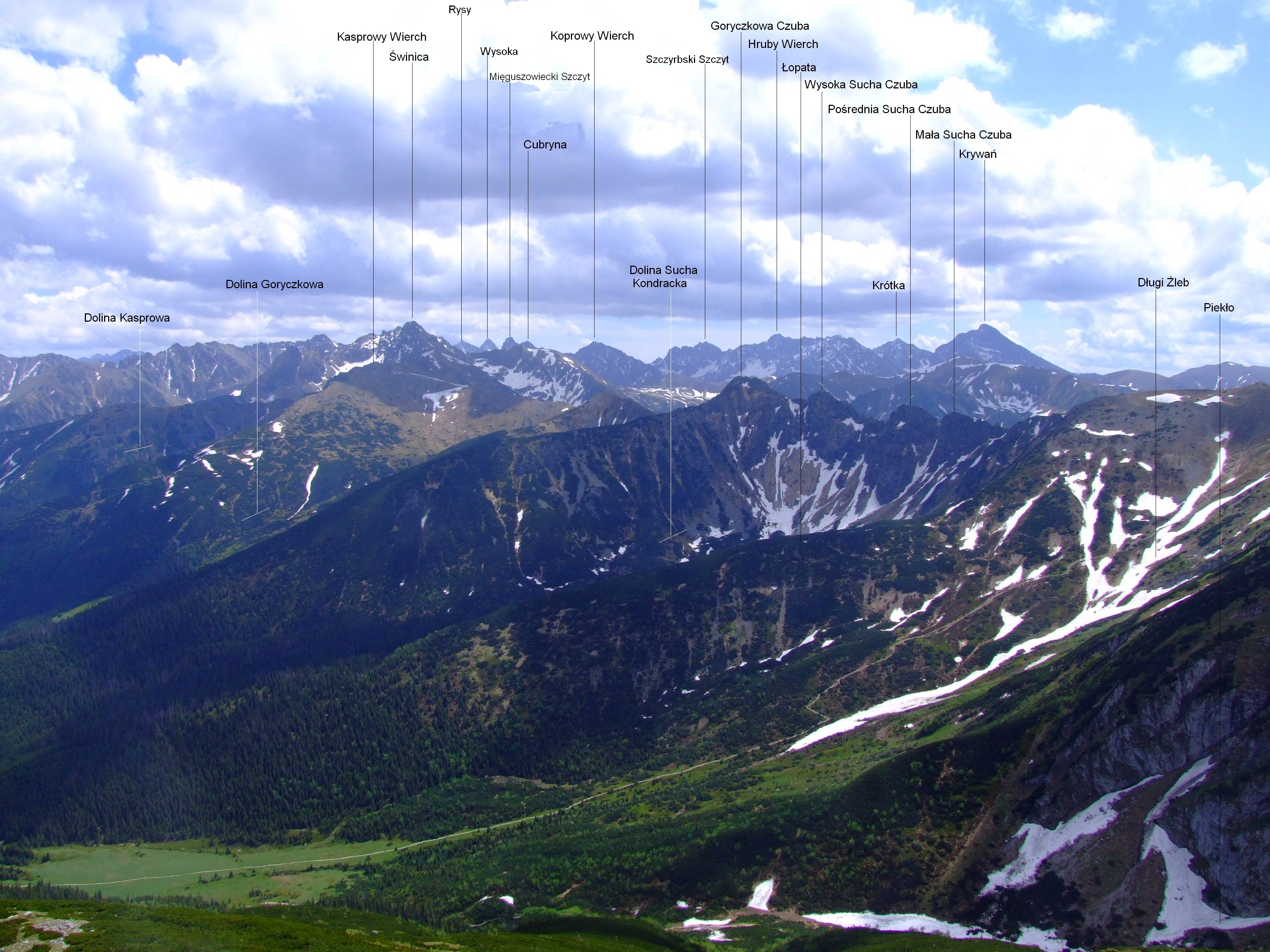
Widok z Giewontu

Dolina Sucha Kondracka – dolina w polskich Tatrach Zachodnich, będąca bocznym odgałęzieniem Doliny Kondratowej.

## Topografia
Od południowej strony podchodzi pod główną grań Tatr na odcinku od Suchego Wierchu Kondrackiego (1890 m) przez Suche Czuby po Goryczkową Czubę (1913 m). Od zachodniej strony jej obramowanie tworzy Łopata Kondracka – boczny grzbiet odchodzący od Suchego Wierchu Kondrackiego, od wschodniej Kondratowy Wierch – boczny grzbiet odchodzący od Goryczkowej Czuby. Górna jej część to cyrk lodowcowy o płaskim dnie, tzw. Rówień (1550 m n.p.m.).

## Opis doliny
Dolina jest bezwodna; wody wsiąkają w głąb, w wypełniające jej dno rumowisko kamienne i stąd też pochodzi jej nazwa (Sucha). Południowe, podchodzące pod główną grań zbocza Doliny Suchej Kondrackiej są bardzo urwiste. Spadają z nich do dna doliny żleby, m.in. Szeroki Żleb. Wskutek stromo podciętych i zbudowanych z granitu stoków Suchych Czub i spadających z nich piargów, górna część doliny bardziej przypomina Tatry Wysokie niż Zachodnie. Większa część jednak doliny porośnięta jest kosodrzewiną, a niżej lasem, w którym ostał się jeden z niewielu w Tatrach fragmentów naturalnego, nieprzekształconego przez człowieka lasu świerkowego.
Nie prowadzi przez nią żaden szlak turystyczny, dobrze jednak jest widoczna z czerwonego i licznie uczęszczanego szlaku prowadzącego główną granią od Kasprowego Wierchu do Przełęczy pod Kopą Kondracką. Na przełączkach Suchych Czub szlak ten dochodzi do samej grani. Skutkuje to dużą ilością śmieci znajdujących się u wylotu żlebów schodzących spod grani głównej do doliny.

## Historia
Dolina odwiedzana jest bardzo rzadko, również dawniej wypasana była rzadko, gdyż miała znikomą wartość użytkową. Należała do Hali Kondratowej. Po zaznaczonych na niektórych mapach ścieżkach już nie ma śladu. Nie była atrakcyjna również dla taterników. Dopiero w latach 70. ściany Suchych Czub odkryli i przeszli po raz pierwszy zakopiańscy taternicy: Maciej Pawlikowski, Mieczysław Ziach i Zbigniew Młynarczyk.